# Station Bronzolo-Branzoll

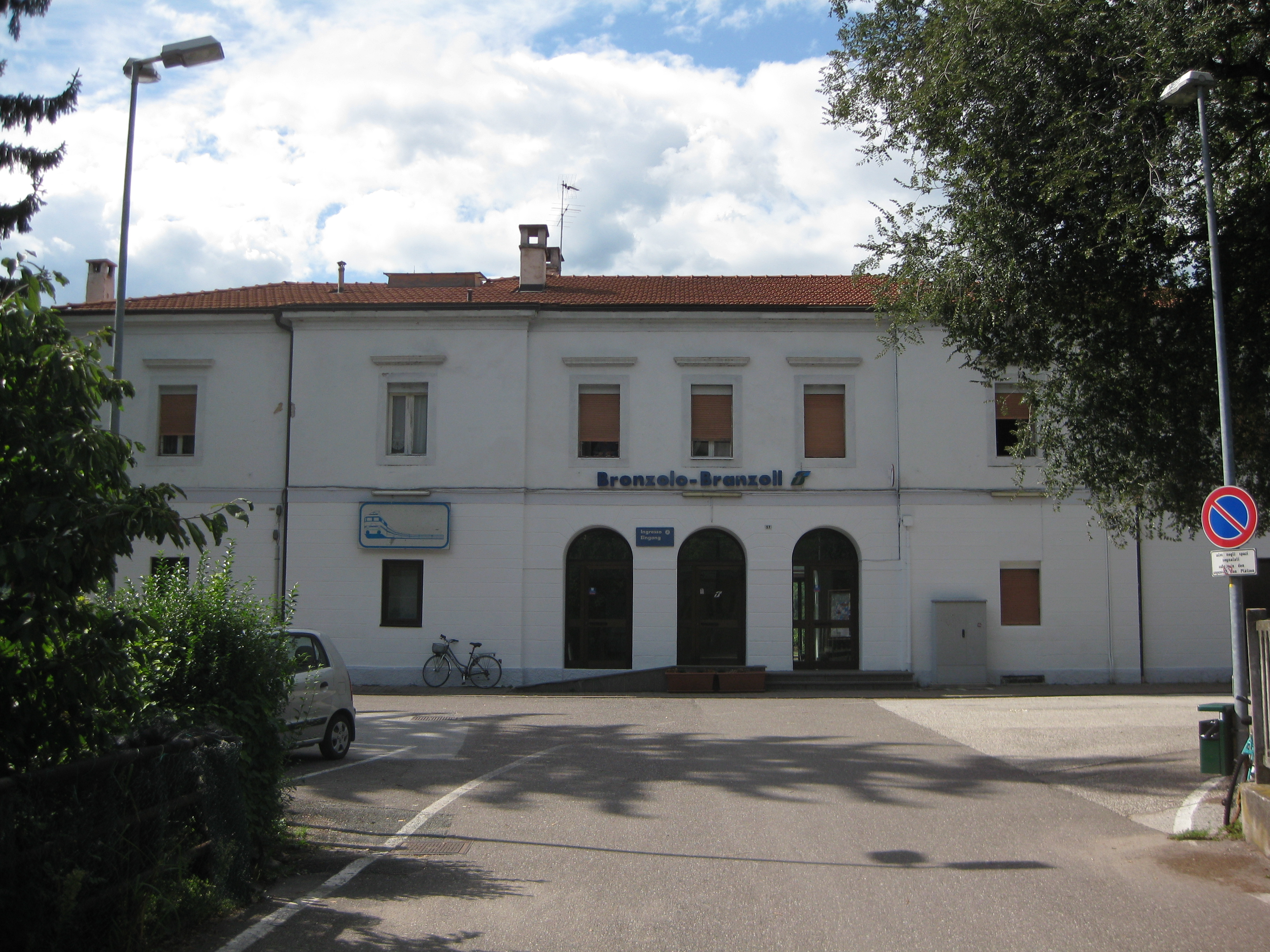

Station Bronzolo-Branzoll is een spoorwegstation aan de Brennerspoorlijn in de gemeente Bronzolo (Italië-Zuid-Tirol).
De stationsnaam wordt volgens de regels van Trenitalia in het Italiaans aangegeven, gevolgd door het Duits als lokale taal.